# ジョナサン・グリックマン
ジョナサン・グリックマン（Jonathan Glickman、1969年5月18日 - ）は、アメリカ合衆国の映画プロデューサー。

## 作品
- クリード 過去の逆襲
- リスペクト
- 君への誓い
- フットルース 夢に向かって
- 抱きたいカンケイ
- リープ・イヤー うるう年のプロポーズ
- ツーリスト
- フォー・クリスマス
- 幸せのきずな
- 幸せになるための27のドレス
- 臨死
- ルックアウト/見張り
- 鉄ワン・アンダードッグ
- 燃えよ!ピンポン
- ラッシュアワー3
- スティック・イット!
- DEATH GAME　デスゲーム
- キャプテン・ウルフ
- 銀河ヒッチハイク・ガイド
- Mr.3000
- スカーレット・ヨハンソンの百点満点大作戦
- connie & carla　コニー＆カーラ
- リクルート
- シャンハイ・ナイト
- サラマンダー
- モンテ・クリスト伯
- クールボーダー
- ラッシュアワー2
- 僕たちのアナ・バナナ
- シャンハイ・ヌーン
- GO!GO!ガジェット
- ホーリーマン
- ラッシュアワー
- ロケットマン
- ポイント・ブランク
- タンク・ブラザース/脱線ファンに御用心
- あなたが寝てる間に…
- 判決前夜/ビフォア・アンド・アフター
- 怪盗グルーの月泥棒 3D